# Nistagmo optocinetico

Nistagmo optocinetico orizzontale

Il nistagmo optocinetico è un movimento ondulatorio ma involontario effettuato dai bulbi oculari. È un riflesso che appare ogni volta che si fissano degli oggetti che presentano un rapido movimento regolare: come il paesaggio che scorre al di là dei finestrini di un treno in movimento, o una trottola che gira su sé stessa.

## Fasi
Esso è composto in due fasi: un lento movimento a seguire un oggetto e un rapido ritorno degli occhi quando l'oggetto in questione esce dal campo visivo, in modo che gli occhi possano nuovamente inseguire un altro oggetto del campo visivo. I movimenti degli occhi detti "a seguire" sono mediati dal campo oculare occipitale, area corticale del lobo occipitale.

## Elementi condizionanti
Tale forma di nistagmo è condizionata dalla forza di gravità, infatti diversi studi hanno accertato che la risposta cambia a seconda della direzione della gravità facendo riferimento sia al corpo sia alla testa.
Uno studio ha dimostrato che riducendo l'illuminazione, negli anziani la fase "lenta" del nistagmo optocinetico rallenta, mentre questo non accade nei giovani.
Il nistagmo optocinetico è analogo al nistagmo vestibolare, anche se quest'ultimo è determinato da stimoli dell'apparato vestibolare ed è utile per coordinare i movimenti degli occhi con quelli della testa e per mantenere la fissazione dello sguardo.
Alcuni farmaci, come il diazepam, provocano un aumento della frequenza del fenomeno, mentre lesioni unilaterali al sistema nervoso centrale possono ridurlo.

## Nel mondo animale
Le due forme (orizzontale e verticale) vengono analizzate anche nel mondo animale; in passato si è studiato il comportamento dell'anomalia nelle scimmie, ma all'epoca gli studi non compresero appieno la frequenza con cui si manifestavano. Recentemente si è osservato, in letteratura, il fenomeno nei gatti, dove la forma orizzontale ha una velocità maggiore di quella verticale. In forma più lieve è stato individuato anche in alcune foche.